# Ley Básica de Macao
La Ley Básica de la Región Administrativa Especial de Macao de la República Popular China ( en chino: 中華人民共和國澳門特別行政區基本法 , en portugués: Lei Básica da Região Administrativa Especial de Macau da República Popular da China ) es el documento constitucional de Macao, promulgado para sustituir al Estatuto Orgânico de Macao. Fue adoptado el 31 de marzo de 1993 por el Congreso Nacional Popular de China y promulgado por el presidente Jiang Zemin; entró en vigor el 20 de diciembre de 1999, tras la transferencia de soberanía sobre Macao de Portugal a China.
De conformidad con el artículo 31 de la Constitución de la República Popular China, Macao tiene el estatus de región administrativa especial, lo que proporciona garantías constitucionales para implementar la política de "un país, dos sistemas", y la base constitucional para esta Ley Básica. Así, la RAE está directamente bajo la autoridad del gobierno central de China en Beijing, que controla la política exterior y la defensa de Macao, aunque disfruta de un "alto grado de autonomía", en el resto de asuntos, tales como el sistema judicial o económico, mientras sean considerados de interés regional.

## Garantías
La Ley Fundamental, además de garantizar a los residentes en la RAE de Macao sus derechos y libertades, garantiza que Macao gozará de un alto grado de autonomía en casi todos los aspectos, a excepción de las cuestiones relacionadas con la defensa y los asuntos exteriores. También garantiza que todos los funcionarios y administradores de Macao sean residentes permanentes de Macao, y no de la República Popular China.
También especifica que el sistema social y económico-financiero de la RAE de Macao, así como los derechos, deberes y libertades de sus ciudadanos, permanecerán inalterados durante al menos 50 años. Por ello, la ciudad mantiene su propia moneda, su propio sistema fiscal y económico-financiero (de carácter capitalista, que difiere del sistema socialista de la RPC), su propio sistema de inmigración y control de fronteras y su propio cuerpo de policía.
La Ley Fundamental también define que el poder se divide, como en la mayoría de los sistemas políticos, en 3 partes diferenciadas: el ejecutivo (Jefe del Ejecutivo de Macao y su gobierno), el legislativo (Asamblea Legislativa de Macao) y el judicial (Tribunales).
La Ley Fundamental permanecerá fundamentalmente inalterada durante un periodo de 50 años (1999-2049), tal y como acordaron Portugal y la RPC al firmar la Declaración Conjunta Sino-Portuguesa en 1987.

## Interpretación y Revisión
La facultad de interpretación de la Ley Fundamental de la Región Administrativa Especial de Macao corresponde al Comité Permanente de la Asamblea Popular Nacional, que autoriza a los tribunales de la RAE de Macao a interpretar por sí mismos, en el juicio de los casos, las disposiciones de este documento que se hallen dentro de los límites de la autonomía de la Región. No obstante, si los tribunales de la Región necesitan, en el enjuiciamiento de casos, la interpretación de disposiciones de esta Ley relativas a asuntos que son responsabilidad del Gobierno Popular Central de la RPC o a la relación entre las Autoridades Centrales y la Región, y si dicha interpretación puede afectar al enjuiciamiento de dichos casos, antes de dictar sentencia definitiva, los tribunales de la Región deberán obtener, a través del Tribunal de Apelación Final de la Región, una interpretación de las disposiciones por parte del Comité Permanente de la Asamblea Popular Nacional.
De conformidad con la Constitución de la República Popular China, la Ley Fundamental de la RAE de Macao es promulgada por la Asamblea Popular Nacional, por lo que la facultad de revisar esta ley fundamental corresponde exclusivamente a la Asamblea Popular Nacional. La facultad de presentar propuestas de revisión corresponde al Comité Permanente de la Asamblea Popular Nacional, al Consejo de Estado y a la RAE de Macao.

## Artículo 23
El 22 de octubre de 2008, el Jefe del Ejecutivo hizo pública una propuesta para regular las materias contempladas en el artículo 23 de la Ley Fundamental: delitos de traición, secesión, subversión, sedición, apropiación indebida de secretos de Estado y prohibición de contactos internacionales de asociaciones políticas. Posteriormente, tras debatirse la propuesta, este artículo se reguló por ley, lo que causó cierta inquietud y preocupación entre los pro-demócratas, que temen que esta nueva ley pueda limitar la libertad de expresión y protesta de los ciudadanos de Macao, y que pretenda servir de ejemplo para su homóloga rebelde, Hong Kong.
La legislación en materia de Seguridad Nacional fue actualizada el 18 de mayo de 2023, cuando la Asamblea Legislativa aprobó, unánimemente,enmiendas destinadas a "seguir protegiendo la Seguridad Nacional en el complicado entorno enfrentado por China", y cuyas medidas incluyen la expansión de la definición de secesión para incluir actos de no violencia, y la redefinición del crimen de "robo de secretos oficiales" como "violación de secretos oficiales".